# 장수산
장수산(長壽山)은 황해도의 중앙부를 동서 방향으로 뻗고 있는 멸악산맥 중에서 두 번째로 높은 명산이다. 장수산의 북쪽에서 재령평야가 끝나기 때문에, 산이 상대적으로 높아 보인다. 이 산에는 세 갈래의 대단층곡이 있으며 서쪽의 것을 십이곡(十二曲), 가운데 것을 벽암계(碧巖溪), 동쪽의 것은 장수산성의 본거지로 모두가 풍경이 가절하여 황해금강이라는 호칭이 있다. 주봉 보적봉(747ｍ) 외에 보장봉·관음봉 등과 세심·약수·수양 등 폭포가 있다. 그 밖에 굴과 약수도 있고 고적으로는 현암(懸庵)·묘음사·장수산성지 등이 있으며, 묘향사는 이 산 중에서 가장 크고 역사가 오랜 절이다. 장수산은 시인 정지용의 시 장수산 I,II의 배경이기도 하다.

## 북조선의 다른 유명한 산들
- 백두산
- 구월산
- 금강산
- 묘향산
- 칠보산
- 옥련산(玉蓮山)

## 갈이 보기
- 한국의 산